# Stenalcidia dukinfeldia
Stenalcidia dukinfeldia är en fjärilsart som beskrevs av William Schaus 1897. Stenalcidia dukinfeldia ingår i släktet Stenalcidia och familjen mätare. Inga underarter finns listade i Catalogue of Life.